# Championnat de Thaïlande de football 2006
Navigation
Saison précédente Saison suivante
La saison 2006 du Championnat de Thaïlande de football est la 10e édition du championnat de première division en Thaïlande. Les douze meilleurs clubs du pays sont regroupés au sein d'une poule unique, la Thai Premier League, où ils s'affrontent deux fois au cours de la saison, à domicile et à l'extérieur. En fin de saison, pour permettre le passage du championnat de 12 à 16 clubs, il n'y a pas de relégation et quatre clubs de deuxième division sont promus. 
C'est le club de Bangkok University FC qui remporte le championnat après avoir terminé en tête du classement, avec un seul point d'avance sur Osotsapa M-150 et trois sur BEC Tero Sasana. C'est le tout premier titre de champion de Thaïlande de l'histoire du club. Le tenant du titre, Thailand Tobacco Monopoly, ne termine qu'à la 4e place du classement. Avec la promotion de deux équipes de Provincial League, pour la première fois dans l'histoire du championnat, des formations basées hors de la capitale, Bangkok vont prendre part au championnat.
Le vainqueur du championnat obtient son billet pour la prochaine Ligue des champions de l'AFC tandis que son dauphin se qualifie pour la Coupe de l'AFC.

## Les clubs participants
| - Bangkok Bank FC - Port Authority of Thailand FC - Provincial Electrical Authority - Osotsapa M-150 - Krung Thai Bank - FC Thai-Honda - Promu de D2 | - BEC Tero Sasana - Chonburi FC - Promu de D2 - Thailand Tobacco Monopoly - Bangkok University FC - Royal Thai Army FC - Promu de D2 - Suphanburi FC - Promu de D2 |

## Compétition

### Classement
Le barème utilisé pour établir le classement est le suivant :
- Victoire : 3 points
- Match nul : 1 point
- Défaite : 0 point

| Rang | Équipe                          | Pts | J  | G  | N  | P  | Bp | Bc | Diff |
| ---- | ------------------------------- | --- | -- | -- | -- | -- | -- | -- | ---- |
| 1    | Bangkok University FC           | 39  | 22 | 11 | 6  | 5  | 25 | 17 | +8   |
| 2    | Osotsapa M-150                  | 38  | 22 | 10 | 8  | 4  | 35 | 20 | +15  |
| 3    | BEC Tero Sasana                 | 36  | 22 | 9  | 9  | 4  | 32 | 14 | +18  |
| 4    | Thailand Tobacco Monopoly (T)   | 35  | 22 | 9  | 8  | 5  | 30 | 24 | +6   |
| 5    | Bangkok Bank FC                 | 34  | 22 | 10 | 4  | 8  | 26 | 28 | -2   |
| 6    | Royal Thai Army FC (P)          | 30  | 22 | 7  | 9  | 6  | 31 | 38 | -7   |
| 7    | Port Authority of Thailand      | 28  | 22 | 7  | 7  | 8  | 21 | 28 | -7   |
| 8    | Chonburi FC (P)                 | 27  | 22 | 5  | 12 | 5  | 29 | 28 | +1   |
| 9    | Krung Thai Bank                 | 25  | 22 | 5  | 10 | 7  | 22 | 26 | -4   |
| 10   | Provincial Electrical Authority | 22  | 22 | 6  | 4  | 12 | 23 | 32 | -9   |
| 11   | FC Thai-Honda (P)               | 21  | 22 | 4  | 9  | 9  | 23 | 26 | -3   |
| 12   | Suphanburi FC (P)               | 16  | 22 | 4  | 4  | 14 | 18 | 34 | -16  |

|  | Qualification pour la Ligue des champions de l'AFC 2007 |
|  | Qualification pour la Coupe de l'AFC 2007               |
|  | (T) : Tenant du titre (P) : Promu de D2                 |

## Bilan de la saison
| Championnat de Thaïlande de football 2005-2006 |                                   |
| Champion                                       | Bangkok University FC (1er titre) |
| Coupes et trophées                             |                                   |
| Vainqueur de la Coupe de Thaïlande 2005-2006   | Non disputée                      |
| Qualifications continentales                   |                                   |
| Ligue des champions de l'AFC 2007              | Bangkok University FC             |
| Coupe de l'AFC 2007                            | Osotsapa M-150                    |
| Promotions et relégations                      |                                   |
| Promus en Thailand Soccer League               | Royal Thai Navy FC                |
| Promus en Thailand Soccer League               | Royal Thai Police FC              |
| Promus en Thailand Soccer League               | TOT FC                            |
| Promus en Thailand Soccer League               | Nakhon Pathom Hunter              |
| Relégués en Thai Division 1 League             | Aucun (passage de 12 à 16 clubs)  |